# Glenea subarida
Glenea subarida là một loài bọ cánh cứng trong họ Cerambycidae.